# 킬러 엘리트 (2011년 영화)
《킬러 엘리트》(영어: Killer Elite)는 2011년 공개된 액션 스릴러 영화이다.

## 출연
- 제이슨 스테이섬
- 클라이브 오언
- 이본 스트러호브스키
- 로버트 드니로
- 로키 흄
- 도미닉 퍼셀
- 에이든 영
- 아데왈레 아키누오예아그바제
- 벤 멘덜슨
- 그랜트 볼러
- 맷 네이블
- 마이클 도먼
- 피래스 디라니
- 닉 테이트